# Parafia bł. Czesława Odrowąża w Opolu
Parafia bł. Czesława Odrowąża – rzymskokatolicka parafia położona przy ulicy Józefa Hallera 21 w Opolu. Parafia należy do dekanatu Opole w diecezji opolskiej.

## Historia parafii
Po zakończeniu II wojny światowej w zaodrzańskiej części Opola zaczęły powstawać nowe osiedla. Po pewnym czasie zaistniała potrzeba budowy nowego kościoła. W 1982 roku sufragan opolski biskup Wacław Wycisk rozpoczął rozmowy z władzami Opola w sprawie budowy nowej świątyni. Pod budowę kościoła został wybrany teren przy ulicy Hallera. Ówczesne władze diecezji opolskiej wystąpiły do inż. arch. Zdzisława Budzińskiego o zaprojektowanie nowej, dwupoziomowej świątyni oraz całego kompleksu przykościelnego. W sierpniu 1983 roku powierzono księdzu Janowi Bogackiemu prowadzenie prac budowlanych. 22 grudnia 1983 roku na terenie budowy stanął barak, który służył zarówno jako magazyn narzędzi, jak i tymczasowa kaplica. Zaczęto w nim odprawiać msze św., a pierwszą była pasterka w 1983 roku. W 1984 roku do pracy w tworzącej się parafii przybył pierwszy wikariusz, ks. Marcin Michalski. Parafia bł. Czesława została oficjalnie erygowana 26 sierpnia 1989 roku. W tym samym dniu ks. Wojciech Skrobocz, dziekan dekanatu opolskiego, dokonał kanonicznego wprowadzenia ks. Jana Bogackiego na urząd proboszcza. Nowa parafia objęła obszar Zaodrza ograniczony od strony wschodniej Kanałem Ulgi, od strony zachodniej przejazdem kolejowo-drogowym w ciągu ulicy Niemodlińskiej, od strony południowej torem kolejowym linii Opole Główne – Opole Zachód, a od strony północnej koszarami wojskowymi. Jednocześnie nadal były prowadzone prace budowlane przy powstającym nowym kościele i zabudowań wokół niego. W 1991 roku doprowadzono gaz ziemny, energię elektryczną i ciepłą wodę z sieci miejskiego ogrzewania oraz wykonano kanalizację; trwały też prace murarskie przy kościele i plebanii. 9 lutego 1992 roku nowym proboszczem został ks. Stanisław Dworzak. W marcu 1992 roku powołana została Rada Budowy Kościoła. W listopadzie 1992 roku rozpoczęto montowanie konstrukcji stalowej dachu. W przyziemnej części budowli przygotowywano miejsce na tymczasową kaplicę, gdyż barak, gdzie odbywały się dotąd nabożeństwa, nie mógł już pomieścić parafian. Jesienią 1993 roku konstrukcję stalową dachu pokryto warstwą desek i papy, a w przyziemnej części kościoła przygotowano salki do prowadzenia zajęć. Ostatecznie budowę kościoła parafialnego zakończono w 2000 roku. Konsekracja odbyła się 15 października 2000 roku. W 2016 roku ksiądz Stanisław Dworzak na własną prośbę zostaje przeniesiony na nową placówkę do Pakosławic. Nowym proboszczem został ks. Rafał Bałamucki. Od 2024 proboszczem parafii jest ks. Paweł Landwójtowicz. 

## Liczebność i zasięg parafii
Parafię zamieszkuje 14500 mieszkańców, zasięg duszpasterski obejmuje ulice:
- Chełmońskiego,
- Chodowieckiego,
- Chopina,
- Dambonia,
- Domańskiego (numery od 68 do 114 i od 69 do 109),
- Grottgera,
- Hallera,
- Kasprzaka,
- Kossaka,
- Koszyka,
- Krapkowicka (z wyjątkiem numerów nieparzystych i parzystych do 11),
- Kurpiowska,
- Lelewela,
- Moniuszki,
- Niemodlińską (numery parzyste od 8 do 72 i nieparzyste od 9 do 73),
- Nowowiejskiego,
- Okrzei,
- Pl. Różyckiego,
- Prószkowską (numery nieparzyste i parzyste od 1 do 42),
- Stoińskiego,
- Styki,
- Szymanowskiego,
- Wojska Polskiego (z wyjątkiem numerów nieparzystych od 17 do 21),
- Wyczółkowskiego,
- Zwycięstwa.

### Szkoły i przedszkola
Opieka duszpasterska obejmuje również:
- Zespół Szkół Technicznych i Ogólnokształcących w Opolu,
- Zespół Szkół Zawodowych nr 4 w Opolu,
- Zespół Szkół Zawodowych w Opolu,
- Zespół Szkół Budowlanych w Opolu,
- Publiczne Gimnazjum nr 3 i 8 w Opolu,
- Publiczna Szkoła Podstawowa nr 14 i 3 w Opolu,
- Publiczne Przedszkole nr 24, 27, 29, 38, 43, 46 i 76 w Opolu,
- Przedszkole Specjalne nr 53 w Opolu,
- Przedszkole Prywatne „Skrzat” w Opolu[2].

## Proboszczowie po 1945 roku
- ks. Jan Bogacki
- ks. Stanisław Dworzak
- ks. Rafał Jan Bałamucki[2]
- ks. Paweł Grzegorz Landzwójtowicz[2]

## Grupy parafialne
- Chór parafialny,
- Caritas,
- Stowarzyszenie Rodzin Katolickich,
- Katolicka Wspólnota Osób Świeckich,
- Rodziny Szensztackie,
- Żywy Różaniec,
- Wspólnota Domowego Kościoła,
- Liturgiczna Służba Ołtarza,
- Dzieci Maryi,
- Apostolstwo Dobrej Śmierci,
- Szafarze Komunii Świętej,
- Biuro Radia Maryja,
- Grupa Seniorów,
- Stowarzyszenie Faustinum,
- Legion Maryi[4].